# Proceratophrys brauni
Espèce
Statut de conservation UICN

 LC  : Préoccupation mineure
Proceratophrys brauni est une espèce d'amphibiens de la famille des Odontophrynidae.

## Répartition
Cette espèce est endémique du Sud de la Serra Geral au Brésil. Elle se rencontre entre 500 et 1 000 m d'altitude dans les États de Santa Catarina et du Rio Grande do Sul,.

## Étymologie
Cette espèce est nommée en l'honneur de Pedro Canisio Braun.

## Publication originale
- Kwet & Faivovich, 2001 : Proceratophrys bigibbosa Species Group (Anura: Leptodactylidae), with Description of a New Species. Copeia, vol. 2001, no 1, p. 203-215.